# BMW 1
BMW 1-й серии  – автомобиль C-класса, выпускаемый компанией BMW с 2004 года.

## Первое поколение (E81, E82, E87, E88; 2004–2011)
Автомобиль производится с 2004 года. Последним автомобилем такого класса этого немецкого производителя был BMW 3-серии Compact (E36/5, E46/5). Машина имеет много общих решений с другими моделями. Так, передняя подвеска - стойки Макферсона от «пятерки» E60 , а задняя многорычажная подвеска от «тройки» E90/E91.
В первый же год производства было продано 149 493 машин. По этому показателю модель занимает 3-е место среди всего модельного ряда BMW. Лучше расходятся только «пятерка» и «тройка».
Модель позиционируется в зависимости от комплектации в виде пяти или четырехместного автомобиля. Центральная часть приборной панели слегка повернута в сторону водителя, а вместо ключа зажигания – брелок и кнопка «Start» над ним.
Машина выпускается в четырех кузовах : 3-х и 5-дверный хэтчбек (E81, E87), купе (E82) и кабриолет (E88).
Сначала предлагалось три бензиновых двигателя: 1.6 л (115 л.с. ), 2 л (130 л.с.) и 2 л (150 л.с.), а также два дизельных силовых агрегата объемом 2 литра 122 л.с. с. и 163 л.с. В 2005 году линейка бензиновых моторов была дополнена 3-литровым двигателем мощностью 265 л.с. В 2007 году модель была модернизирована, в том числе и двигатели. В 2008 году появился двигатель с двумя турбокомпрессорами, объемом 3 литра и мощностью 306 л.с.
В апреле 2010 года общий объем производства составил 1042875 автомобилей всех вариантов.

### Двигатели
Бензиновые:
- 1.6 л N43 I4
- 1.6 л N45 I4
- 2.0 л N46 I4
- 3.0 л N52 I6
- 3.0 л N54 turbo I6
- 3.0 л N55 turbo I6

Дизельные:
- 2.0 л M47 turbo I4
- 2.0 л N47 turbo I4

### Результаты из краш-теста
| Euro NCAP                                   | Euro NCAP | Euro NCAP | Euro NCAP             |
| ------------------------------------------- | --------- | --------- | --------------------- |
| · общий рейтинг                             |           |           |                       |
| - %                                         | - %       | - %       | - %                   |
| взрослый пассажир                           | ребёнок   | пешеход   | активная безопасность |
| Протестированная модель: BMW 1-серии (2004) |           |           |                       |

### Размеры
| Размеры         | Размеры           | Размеры           | Размеры     | Размеры      | Размеры       |
|                 | Пятидверный (E87) | Трехдверный (E81) | Coupé (E82) | Cabrio (E88) | M Coupé (E82) |
| --------------- | ----------------- | ----------------- | ----------- | ------------ | ------------- |
| Колесная база   | 2660 мм           | 2660 мм           | 2660 мм     | 2660 мм      | 2660 мм       |
| Длина           | 4227 мм (4239 мм) | 4239 мм           | 4360 мм     | 4360 мм      | 4380 мм       |
| Ширина          | 1751 мм (1748 мм) | 1748 мм           | 1748 мм     | 1748 мм      | 1803 мм       |
| Высота          | 1430 мм (1421 мм) | 1421 мм           | 1423 мм     | 1411 мм      | 1420 мм       |
| Объем багажника | 330–1150 л        | 330–1150 л        | 325–650 л   | 265 л        | 325–650 л     |

### BMW 1M

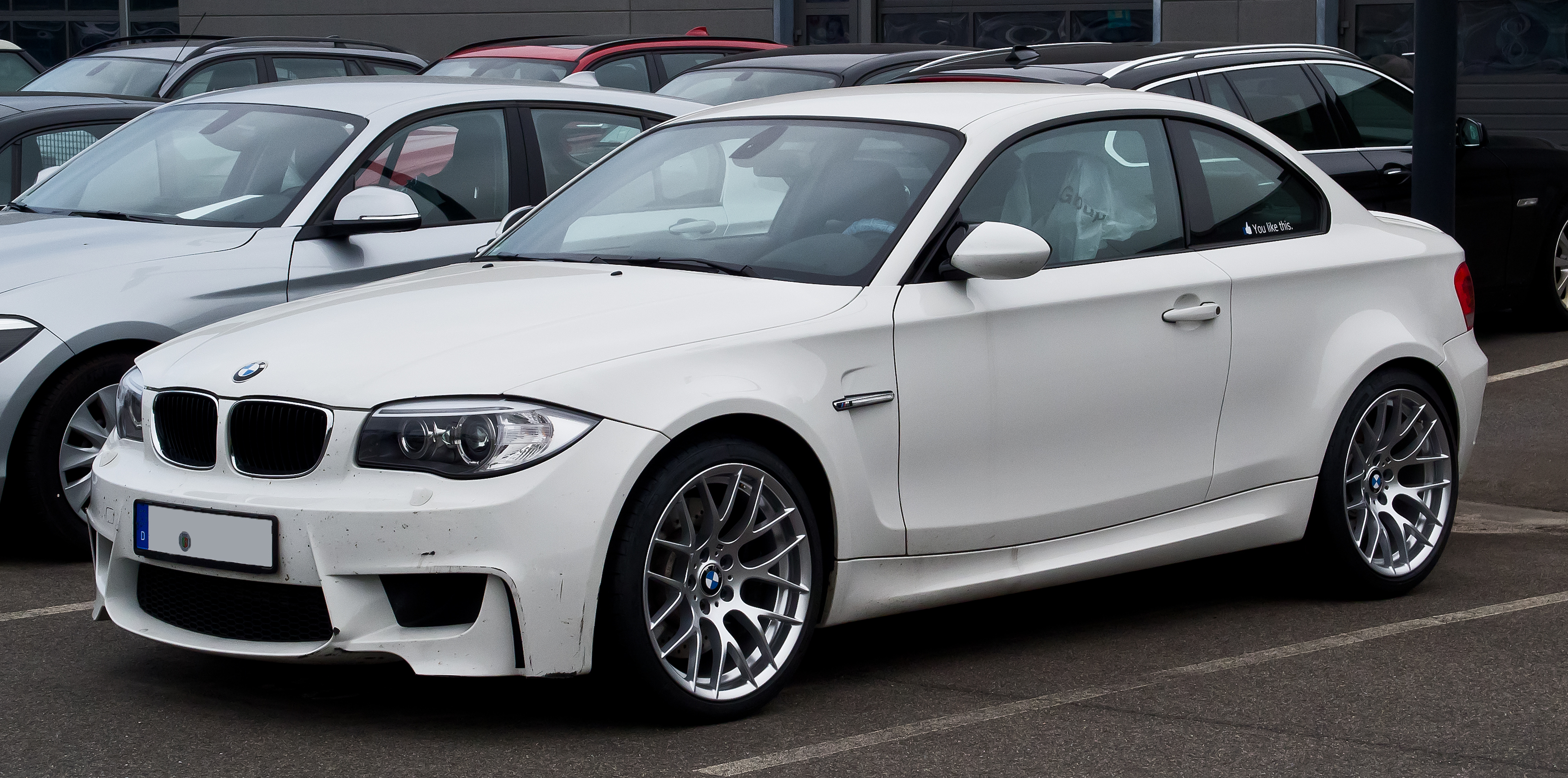
BMW 1M

В декабре 2010 года BMW представила новую модель – BMW 1M (версия подготовленная спортивным подразделением BMW Motorsport). Базируясь на кузове E82 (купе 1-й серии первого поколения) данная версия имеет мало общего со своим прародителем, BMW 135. Переработано все - Тормоза (от М3 E92 ), дифференциал от M3 E46, расширенный путь под подвеску от M3 E92, 19` колеса от M3 Competition Package, 3,0 литровый 6-цилиндровый рядный двигатель N54 с двойным турбонаддувом от BMW Z4 35IS мощностью 340 л.с. при 5900 об/мин и 450 Нм крутящего момента в диапазоне от 1500 до 4500 об/мин, который может быть увеличен за счет функции Overboost (полный газ) до 500 Нм. 1570 кг транспортного средства достигает ускорения 4,9 секунды от 0 до 100 км/ч. Максимальная скорость ограничена электроникой на отметке 250 км/ч.
На трассе Нюрбургринга данный автомобиль показал время 8,15 (неофициальное время - 8,12), что на 7 секунд быстрее BMW M3 E46 и почти на 24 секунды быстрее BMW 135.

## Второе поколение (F20/F21; 2011–2019)
Мировой дебют BMW 1 серии в пятидверном кузове (F20) состоялся 5 июня 2011 года. 17 сентября 2011 года начались продажи.
В сентябре 2012 года представлена трехдверная версия (F21).
Новая первая серия базируется на модернизированной бывшей заднеприводной платформе , производной от платформы BMW 3 серии . Спереди установлены те же стойки McPherson, а сзади – та же пятирычажная конструкция. Но геометрия подвесок, собранных в большинстве своем из алюминиевых элементов, пересмотрена, угловая жесткость повышена, а спереди и сзади применены улучшенные сайлент-блоки. Взвешивание по осям составляет 50 на 50. А типов рулевого управления целых три – стандартное с электромеханическим усилителем, Servotronic с изменениями с ростом скорости характеристиками и Variable Sport Steering с переменным передаточным отношением.
В зависимости от версии коэффициент аэродинамического сопротивления кузова изменяется от 0,3 до 0,32.
Автомобиль предлагается в двух исполнениях. Sport Line : фирменная «ноздри» решетка радиатора с черными вертикальными планками и более выразительный передний бампер и Urban Line : более спокойное «лицо» с большим количеством хрома.

### Фейслифтинг 2015
На Женевском автосалоне в марте 2015 представили обновленную BMW 1 серии с измененным внешним видом и двигателями.

### BMW M135i
На вершине модификаций BMW 1 серии стоит BMW M135i с двигателем 3,0л мощностью 320 л.с. Автомобиль предлагается в кузове трех или пятидверный хэтчбек, с задним или полным приводом, с АКПП или МКПП.

### Оснащение
Модели 1 Series стандартно поставляются с автоматическим климат-контролем, динамическим контролем стабильности, зеркалами заднего вида, передними сиденьями с механической настройкой, Bluetooth-соединением, рулевым колесом с элементами управления, литыми дисками колес, сенсорным экраном информационно-развлекательной системы с DAB радио спутниковой навигацией. Перейдя с SE в Sport, водитель получит большие литые колесные диски, тканевые спортивные сиденья, подсветку салона и более качественные элементы отделки. Топовая модель M Sport добавит: более жесткую подвеску, светодиодные фары и более массивные обвесы.
Большинство опций распределено по пакетам. Пакет «M Sport» предлагает более жесткую подвеску, большие колеса, спортивное рулевое колесо и более глубокие сиденья. Зеркала с автозатемнением, функция открывания дверей без ключа, передние сиденья с электроприводом и спутниковое радио SiriusXM - входят в пакет «Premium». Пакет «Technology» предусматривает систему навигации с функцией отслеживания трафика в режиме реального времени, систему голосового управления, телематики BMW Assist и онлайн-приложения, которые предоставляют информацию о погоде и Google Maps. Отдельно можно приобрести люк с электроприводом и улучшенную аудиосистему Harman/Kardon.

### Двигатели
Бензиновые
- 1,6л N13B16 i4
- 1,5 л B38B15 i3
- 1.6 л N13B16 i4
- 1,5 л B38B15 i3
- 1,6л N13B16 i4
- 2,0 л B48B20 i4
- 2,0 л N20B20 i4
- 2,0 л B48B20 i4
- 3,0 л N55B30 i6
- 3,0 л B58B30 i6

Дизельные
- 1,6л N47D16 i4
- 1,5 л B37C15 i3
- 1,6л N47D16 i4
- 2,0 л N47D20 i4
- 2,0 л B47D20 i4
- 2,0 л N47D20 i4
- 2,0 л B47D20 i4
- 2,0 л N47D20 i4
- 2,0 л B47D20 i4

## Третье поколение (F52/F40; 2017-2024)

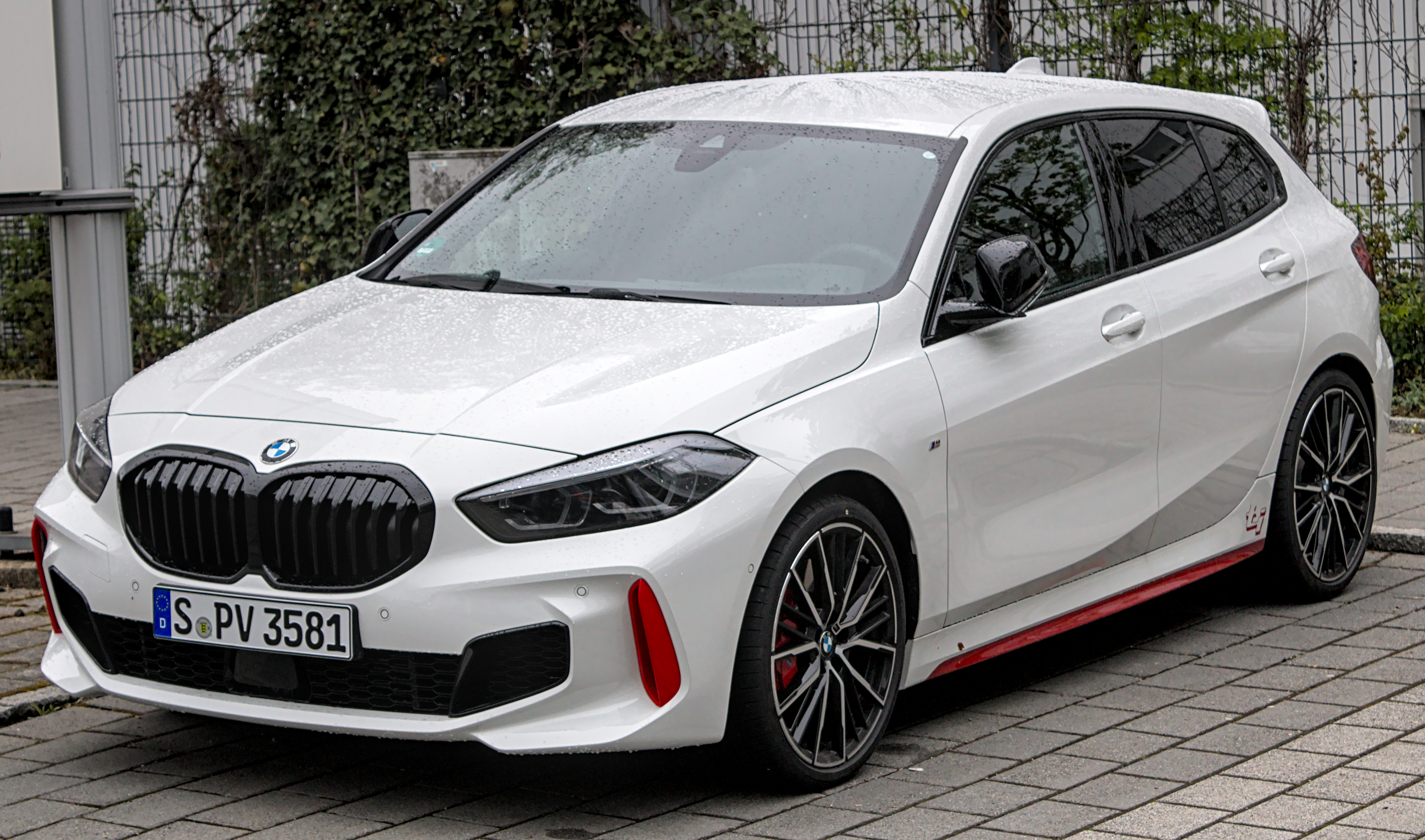
BMW 128ti F40

В 2017 году представлено новое поколение BMW 1 серии с индексом F52 в кузове седан для китайского рынка. Автомобиль построен на переднеприводной платформе  UKL2 , что и BMW 2 серии Active Tourer и BMW X1 второго поколения.

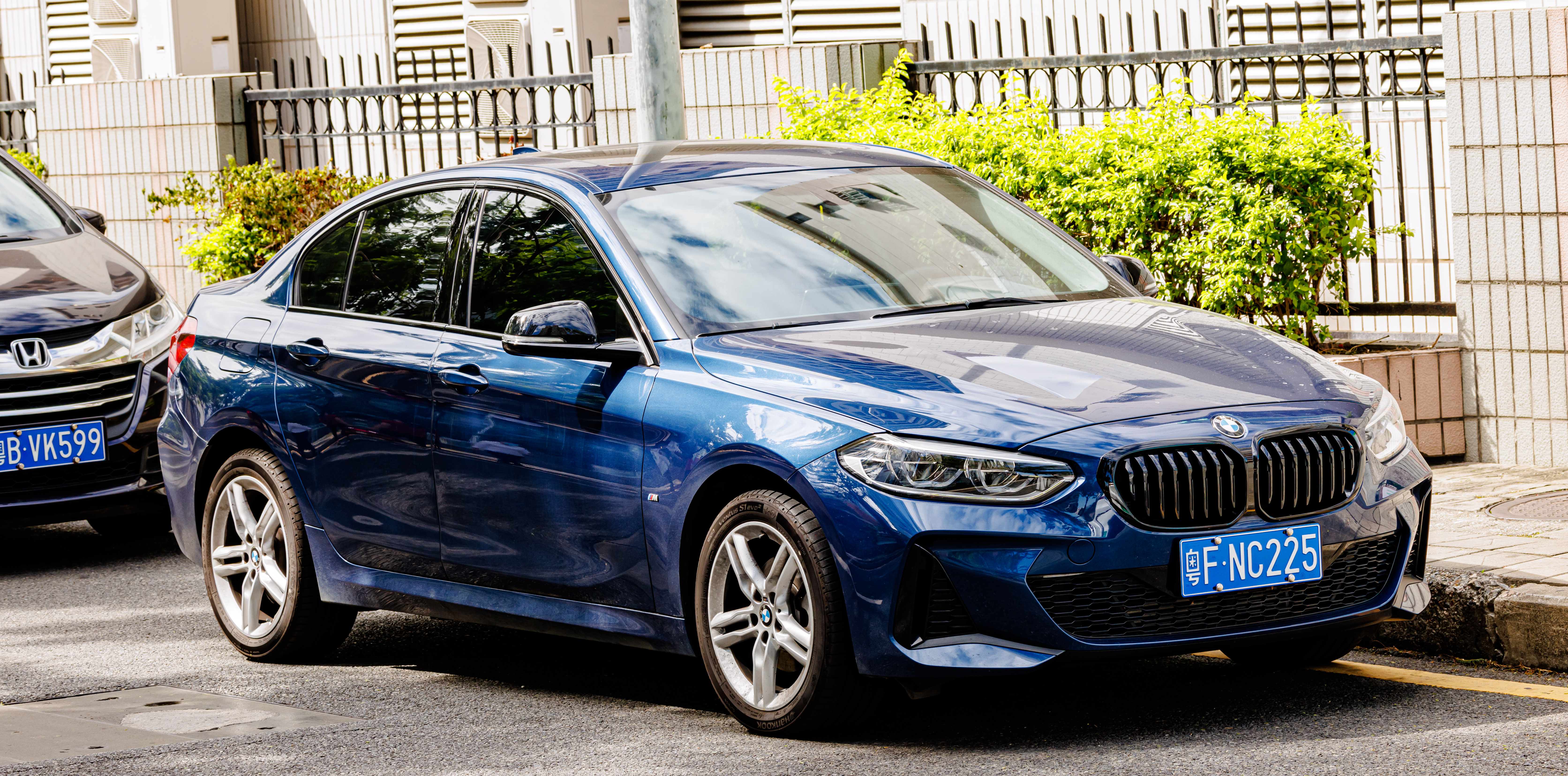
BMW 1 серии F52

В 2019 году представили хэтчбэк третьего поколения с индексом F40 для мирового рынка, разработанный на платформе UKL2. Стойки McPherson спереди, многорычажная подвеска сзади – даже на переднеприводных версиях. Для понижения беспружинных масс в шасси применено огромное количество алюминия и высокопрочных сталей. Использованы гидравлические сопротивления силового агрегата, чтобы снизить вибрации. Передаточное отношение рулевого привода – 15,0:1.

### Двигатели
F52
- 1,5л B38A15M0 Р3 турбо 136/140 л.с.
- 2,0л B48A20M0 Р4 турбо 192 л.с.
- 2,0 л B48A20O0 Р4 турбо 231 л.с.

F40
- 1,5л B38A15 Р3 турбо 109/136/140 л.с.
- 2,0л B48A20U1 Р4 турбо 178 л.с.
- 2,0л B48A20M1 Р4 турбо 265 л.с.
- 2,0л B48A20T1 Р4 турбо 306 л.с.
- 1,5л B37C15 Р3 турбодизель 116 л.с.
- 2,0л B47D20 Р4 турбодизель 150 л.с.
- 2,0л B47D20 Р4 турбодизель 190 л.с.

## Четвертое поколение (F70; 2024)

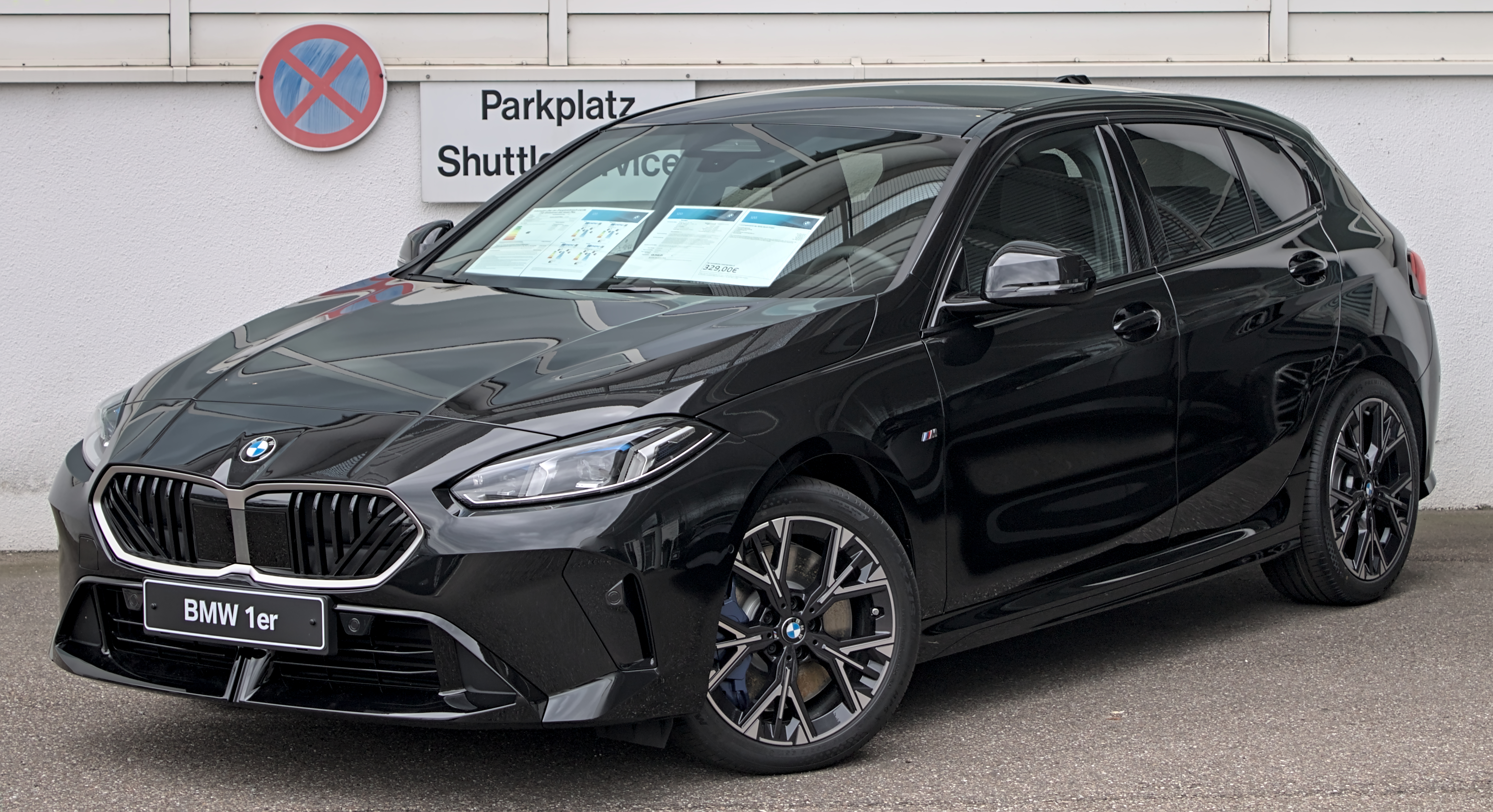
BMW 120 F70

Четвертое поколение 1 серии было официально представлено 4 июня 2024 и начнет производство позже 2024 года. Как и его предшественник F40 1 серии , F70 1 серии базируется на переднеприводной платформе UKL2 и выпускается исключительно как 5-дверный хэтчбек. Несмотря на использование другого внутреннего кодового названия, чем у предшественника, 1 серия F70 существенно обновлена по сравнению с F40, а не полностью обновлена.  Новая 1 серия якобы поступит в производство в июле 2024 года, что может означать лишь, что мировая премьера состоится в ближайшие несколько месяцев. Говорят, что новая 2-я серия выйдет на конвейер в ноябре этого года. Сообщается, что производство обеих моделей планируется к октябрю 2033 года.